# Antoine Louis Le Couriault du Quilio
Antoine Louis Marie Le Couriault du Quilio, né le 20 mai 1815 à Quimper et mort le 10 septembre 1877 à Quimperlé, est un officier de marine français, amiral français (contre-amiral) du Second Empire et major général de la Marine. Il participa à la Campagne de Cochinchine, à la Bataille de Shimonoseki et à la Guerre franco-prussienne. Il termina sa carrière comme haut fonctionnaire colonial.

## Biographie

### Débuts
En 1831, il entre à l'école navale. Il passe aspirant en 1832 et enseigne de vaisseau en 1838.

### Second Empire
En 1860, il est capitaine de vaisseau et 1er aide de camp du vice-amiral Léonard Victor Charner. Il commande l'aviso Écho. En avril 1861, lors de la campagne de Cochinchine, il prend la tête de l'expédition franco-espagnole et achève la prise de Mỹ Tho. En septembre 1864, à la bataille de Shimonoseki, à la tête des 250 fusiliers marins de la  Sémiramis, il s'empare des batteries côtières du Clan Mōri opposé à l'ouverture du Japon aux étrangers.

### Guerre franco-allemande de 1870
Le 14 août 1870, il est promu contre-amiral par un Second Empire à l'agonie. Lors du siège de Paris, il commande le 5e secteur de la ceinture de défense de Paris, à la tête de 29 bataillons de gardes nationaux.

### Troisième république
Juste après le conflit franco-prussien, il est affecté à la Préfecture maritime de Lorient comme major général de la Marine. Du 9 février 1872 à 1874, il est administrateur colonial du Gabon. Il est responsable de la Division navale des côtes ouest de l'Afrique avec sa marque sur La Vénus. Il visite les ports du Brésil et le Río de la Plata.

## Décoration
- Grand officier de la Légion d'honneur (28 mars 1877).

## Sources
- Hubert Granier (préf. Jean Meyer, ill. Alain Coz), Histoire des marins français, t. 2 : 1815-1870, la marche vers la République, Nantes, France, Marines éditions, 1998, 544 p. (ISBN 978-2-909675-72-5), p. 410 et 411.
- Gustave Vapereau, Dictionnaire universel des contemporains, supplément à la 4e édition, Paris, Hachette, 1871, page 71.